# Łazy Leśne
Łazy Leśne – wieś w Polsce położona w województwie mazowieckim, w powiecie warszawskim zachodnim, w gminie Kampinos.
| SIMC    | Nazwa          | Rodzaj    |
| ------- | -------------- | --------- |
| 1058473 | Izabelin Leśny | część wsi |
| 1058770 | Zalasek        | część wsi |

W latach 1975–1998 miejscowość administracyjnie należała do województwa warszawskiego.